# MAKS (show aéreo)

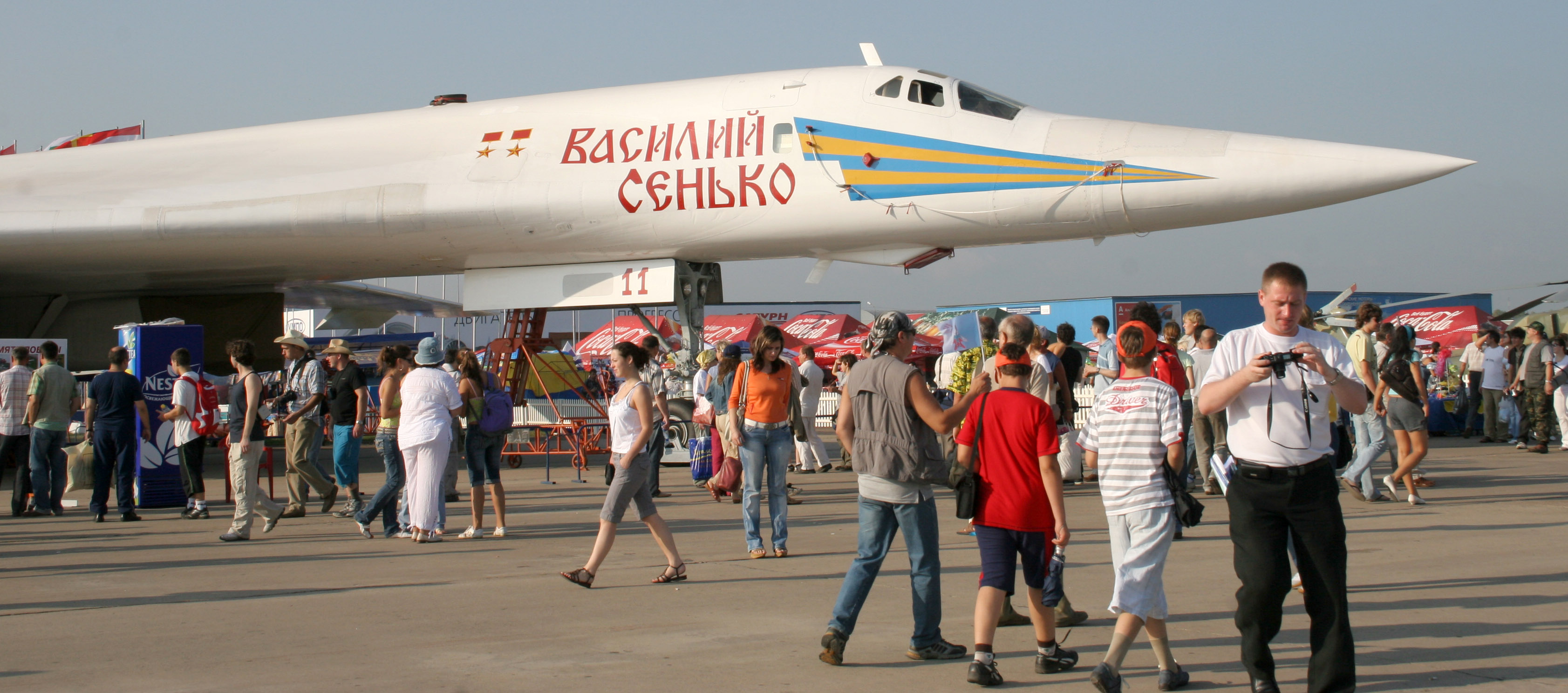
Tupolev Tu-160 no MAKS de 2007

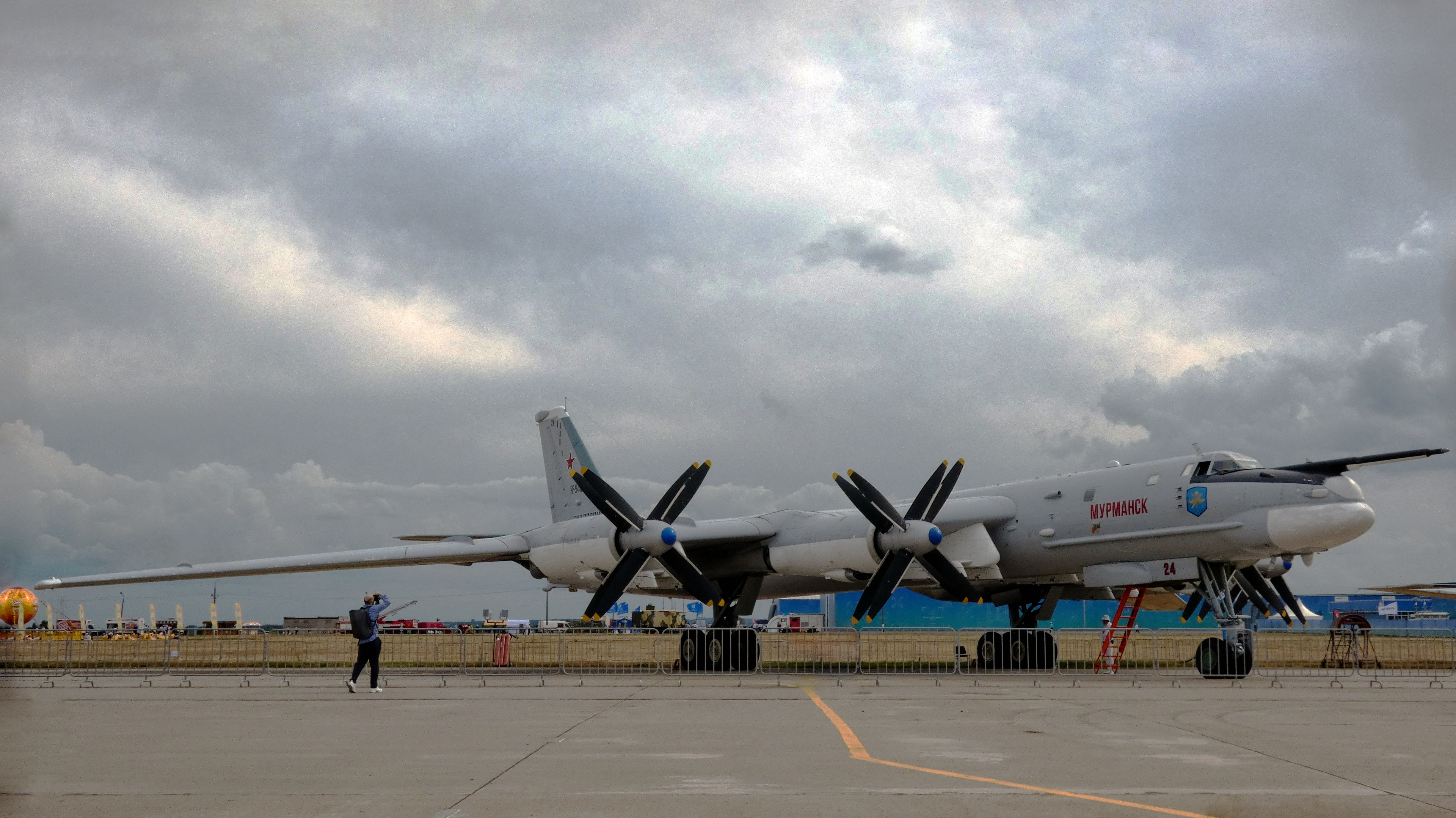
Tupolev Tu-95 no MAKS de 2021

O Show Aéreo e Espacial Internacional de Aviação ou MAKS (em russo:  МАКС, Международный авиационно-космический салон, transliterado como Mezhdunarodnyj aviatsionno-kosmicheskij salon) é um "show aéreo" internacional com base em Moscou, Rússia, no aeroporto Ramenskoye, pista de testes LII. O primeiro show, Mosaeroshow-92, foi realizado no ano de 1992. Desde 1993, foi denominado com a nomenclatura atual, MAKS (MAKS-1993, MAKS-1995, MAKS-1997, MAKS-1999, MAKS-2001, MAKS-2003, MAKS-2005, MAKS-2007, MAKS-2009, MAKS-2011, MAKS-2013, MAKS-2015, MAKS-2017, MAKS-2019).
O MAKS é um importante evento para negócios russos. Embora tenha começado como um evento de entretenimento, o show logo se tornou um mercado o qual construtores de aeronaves russos podiam encontrar oportunidades de contratos de exportação, além para empresas de transporte buscarem acordos externos. O evento tornou-se importante também para os países da Comunidade dos Estados Independentes e vizinhos devido as similaridades de mercado.
O evento mais recente foi o (MAKS-2021), o qual ocorreu entre 20 e 25 de julho de 2021.

## Acidente dosRussian Knightsem 2009
Em 2009, o comandante dos Russian Knights, Igor Tkachenko, morreu em seu Sukhoi Su-27 após a colizão com outro Su-27 em voo de treinamento dois dias antes da abertura do MAKS.